# District de Suakoko
Le district de Suakoko  est une subdivision du comté de Bong au Liberia. 
Les autres districts du comté de Bong sont :
- Le district de Fuamah
- Le district de Jorquelleh
- Le district de Kokoyah
- Le district de Salala
- Le district de Sanayea
- Le district de Zota